# Фийби Тонкин
Фийби Тонкин (на английски: Phoebe Jane Elizabeth Tonkin) е австралийска актриса и модел. Най-известните ѝ роли са на Клео Сертори в сериала „H2O: Просто добави вода“ и на Хейли Маршал в сериала „Древните“ „Дневниците на вампира“.

## Ранен живот
Фийби Тонкин е родена в Сидни. От 4-годишна възраст изучава различни видове танци – класически балет, степ, хип-хоп и модерен балет. На 12 започва курсове в театъра Australian Theatre for Young People (ATYP). Тя учи в Loreto Kirribilli и се дипломира Queenwood School for Girls.

## Кариера
През декември 2005 г. Тонкин е избрана за ролята на Клео Сертори в сериала „H2O“. Тя подобрява плувните си умения преди снимането на сериала. Премиерата на сериите е на 7 юли 2006 г. и продължава да се излъчва. През 2008 г. Фийби е номинирана в категорията „Най-добра актриса в ТВ сериал“. Финалът на сериала е на 16 април 2010 г.
През септември 2010 г./ актрисата участва във филма Tomorrow, When the War Began. Тя играе ролята на богатата Фиона Максуел. През декември 2010 г. е обявено, че Тонкин ще се появи в продължението, макар такова да не се осъществява.
През януари 2011 г. Тонкин се мести в Лос Анджелис, за да преследва мечтата си за актьорска кариера. Фийби играе ролята на Фей Чембърлейн в свръхестествения сериал на the CW „Тайният кръг“, чиято премиера на 15 септември 2011 г. достигна до над 3,5 милиона зрители. Тонкин е одобрена от критиците за ролята. Тя е включена в списъка на Variety‍‍ „нови лица, които да гледате“ и е обявена за една от най-пробивните актриса за 2011 г. „Тайният кръг“ обаче имаше само един пълен сезон, тъй като е отменен на 11 май 2012 г.
През август 2010 г. Тонкин участва във филма на ужасите Bait 3D. Заснемането се състои в Австралия. Очакваше премиерата на филма да бъде през септември 2012 г. През август 2012 г. Фийби се присъедини към състава на сериала „Дневниците на вампира“ в ролята на Хейли Маршал.
На 11 януари 2013 г. the CW потвърди, че спин-оф сериите на „Дневниците на вампира“ е озаглавен „Древните“. Сериалът се върти около членовете на древното семейство вампири Майкълсън. Фийби играе главната роля – Хейли Маршал в първи и втори сезон, като е потвърдено, че ще участва и в трети сезон.

## Други проекти
Тонкин се появява в редица реклами, които включват рекламиране на мотори, а преди е подписала с Шик Мениджмънт. Моделирането ѝ включва корици на Girlfriend, Teen Vogue, австралийското издание на ELLE, Miss Vogue Australia, австралийското издание на Vogue и Dolly. Фийби се появява и в музикалния клип на Майлс Фишър „He let go“. През 2012 тя създава сайт за здравето с приятелката си Тереза Палмър, който се нарича YourZenLife.

## Филмография

### Филми
| Година | Заглавие                     | Роля          |
| ------ | ---------------------------- | ------------- |
| 2010   | Tomorrow, When the War Began | Фиона Максуел |
| 2012   | Bait 3D                      | Джейми        |
| 2014   | The Ever After               | Мейбъл        |
| 2015   | Take Down                    | Ейми Тилтън   |

### Телевизия
| Година      | Заглавие              | Роля            |
| ----------- | --------------------- | --------------- |
| 2006 – 2010 | H2O: Just Add Water   | Клео Сертори    |
| 2009 – 2010 | Packed to the Rafters | Лекси           |
| 2010        | Home and Away         | Ейдриън Хол     |
| 2011 – 2012 | The Secret Circle     | Фей Чембърлейн  |
| 2012 – 2013 | The Vampire Diaries   | Хейли Маршал    |
| 2013 – 2018 | The Originals         | Хейли Маршал    |
| 2015        | Stalker               | Никол Кларк     |
| 2019        | Bloom                 | Гуендолийн Рийд |

### Музикални клипове
| Година | Изпълнител  | Песен          |
| ------ | ----------- | -------------- |
| 2012   | Майлс Фишър | „Don't let go“ |

## Награди и номинации
| Година | Категория                             | Проект              | Резултат   |
| ------ | ------------------------------------- | ------------------- | ---------- |
| 2008   | Best Lead Actress in Television Drama | H2O: Just Add Water | номинирана |
| 2015   | Readers' Choice                       | —                   | #52        |
| 2015   | The Actresses                         | —                   | #5         |